# George Saling
George Saling (Estados Unidos, 27 de julio de 1909-15 de abril de 1933) fue un atleta estadounidense, especialista en la prueba de 110 m vallas en la que llegó a ser campeón olímpico en 1932.

## Carrera deportiva
En los JJ. OO. de Los Ángeles 1932 ganó la medalla de oro en los 110 m vallas, con un tiempo de 14.6 segundos, llegando a meta por delante de su compatriota Percy Beard (plata con 14.7 s) y del británico Donald Finlay (bronce).